# Pipistrel Apis
Die Pipistrel Apis ist ein einsitziges, eigenstartfähiges Ultraleicht-Segelflugzeug des slowenischen Herstellers Pipistrel. Der Name Apis leitet sich von der wissenschaftlichen Bezeichnung für die Gattung der Honigbienen ab. Da dieser Name in einigen Staaten markenrechtlich geschützt ist, wird die Apis dort unter dem Namen Bee (engl. Biene) verkauft. Aus diesem Grund wird in der Fachpresse auch zusammenfassend der Ausdruck Apis/Bee verwendet.

## Geschichte
Pavel Potočnik, Besitzer der slowenischen Firma Alabastar, war von Pipistrel beauftragt worden, Negativ-Formen und einen Prototyp für den Sinus zu bauen. Gleichzeitig war er damit beschäftigt, einen ähnlichen Auftrag des italienischen Herstellers Alisport zu bearbeiten, aus dem dann die Silent hervorging. Potočnik kombinierte den Rumpf der Silent mit den Tragflächen des Sinus zum ersten Prototyp der Apis, der im Sommer 2000 fertiggestellt wurde. Noch im selben Jahr erfolgte der Erstflug. Nach dem Bau des Prototyps wurden für die Apis eigene Rumpfformen hergestellt, die sich von denen der Silent unter anderem durch das Fehlen eines Bugrades unterscheiden. Alabastar produzierte die Apis sowohl mit 13 als auch mit 15 Metern Flügelspannweite. Der Erstflug der 15-Meter-Version wurde am 2. Februar 2002 von Boštjan Pristavec am Flugplatz Bled durchgeführt.
Anfang 2004 wurde bekannt, dass die Produktion der Apis von AMS Flight, der Nachfolgefirma von Elan, übernommen wurde. Dort wurde sie zunächst in den bis dahin verfügbaren Versionen gebaut. Außerdem wurde mit der Apis 15MB eine Version mit Gesamtrettungssystem entwickelt, die am 16. Februar 2006 unter dem Namen Bee 15MB ihre deutsche Musterzulassung erhielt. Im Januar 2008 übernahm Pipistrel schließlich die Apis, das letzte Flugzeug aus der Produktion von AMS Flight, eine Bee 15MB für den österreichischen Markt, wurde im April 2008 ausgeliefert.
Seit Juni 2009 verkauft Pipistrel eine zweite, überarbeitete Generation der Apis.

## Konstruktion
Die Apis ist ein Ultraleichtflugzeug mit dem Erscheinungsbild eines klassischen Segelflugzeuges.
Der einsitzige Mitteldecker mit T-Leitwerk verfügt über ein elektrisch einziehbares Hauptfahrwerk. Die Tragflächen mit Flaperons und Bremsklappen vom Schempp-Hirth-Typ wurden vom Sinus übernommen. Die gesamte Konstruktion ist in GFK-CFK-Schalen- bzw. Sandwichbauweise gehalten.

### Änderungen der zweiten Generation
Nach der Übernahme der Produktion durch Pipistrel wurde die Apis in einigen Punkten überarbeitet. So wurden statt des zentralen Tanks im Rumpf Tragflächentanks eingebaut und damit das Fassungsvermögen auf 20 Liter erhöht. Das Motormanagementsystem, das für das Ein- und Ausfahren des Motors zuständig ist, wurde vom Taurus übernommen. Dadurch kann der Motor nun in lediglich sechs Sekunden ein- oder ausgefahren werden. Zusätzlich wurde ein Brandschott zwischen Cockpit und Motorraum installiert. Das Cockpit und der Instrumentenpilz wurden überarbeitet, um mehr Platz zur Verfügung zu stellen und die Sicht in Flugrichtung zu verbessern, außerdem wurde die Ruderabstimmung verbessert.

## Nutzung
Die Apis ist für die Nutzung als Segelflugzeug bzw. Segelflugzeug mit Hilfsmotor gedacht. Die Version Apis 13 WR FAI wurde auf die FAI-Wettbewerbsklasse „Ultraleicht“ ausgelegt. In dieser Klasse stellten Boštjan und Tanja Pristavec zwischen 2000 und 2003 mit einer Apis WR fünf Weltrekorde auf, die bis heute (2010) Bestand haben.
Um die in Deutschland zugelassenen Versionen Apis 15MB und Apis 15 (Hirth F33BS) fliegen zu dürfen, reicht ein Segelflugschein mit Startartberechtigung „Eigenstart“ nicht aus: Da die Apis von vorneherein als Ultraleichtflugzeug konzipiert war, wurden bei der Konstruktion die deutschen Vorschriften für Segelflugzeuge nicht berücksichtigt. Sie ist in Deutschland als Ultraleichtflugzeug zugelassen und kann daher nur mit Sportpilotenlizenz geflogen werden.
In den USA kann die Apis seit 2010 als Light Sport Aircraft zugelassen werden.

## Versionen

### Versionen der ersten Generation
Vor der Überarbeitung durch Pipistrel wurde die Apis in folgenden Versionen gefertigt:
- Apis 13: Reine Segelflugversion der 13-Meter-Klasse (Alabastar, AMS)
- Apis 13 WR FAI: Leichtere Version der Apis 13 (Alabastar, AMS)
- Apis 15: Reine Segelflugversion der 15-Meter-Klasse (Alabastar, AMS)
- Apis 15M: Eigenstartfähige Version der Apis 15 (Alabastar, AMS)
- Apis 15MB: wie 15M, aber mit Gesamtrettungssystem (AMS, Pipistrel)[18][16]

### Aktuelle Versionen
Die Apis wird von Pipistrel derzeit (Stand: 2010) in drei 15-Meter-Versionen angeboten:
- Apis 15 Pure Glider: Reine Segelflugversion
- Apis 15 (Hirth F33BS): Eigenstartfähige Version mit Verbrennungsmotor Hirth F33BS
- Apis 15 electro: Eigenstartfähige Version mit Elektromotor

## Technische Daten
| Kenngröße                                   | Apis 13                 | Bee 15MB                          | Apis/Bee 15 (Hirth F33BS) |
| ------------------------------------------- | ----------------------- | --------------------------------- | ------------------------- |
| Besatzung                                   | 1 Pilot                 | 1 Pilot                           | 1 Pilot                   |
| Länge                                       | 6,26 m                  | 6,26 m                            | 6,22 m                    |
| Flügelspannweite                            | 13 m                    | 15 m                              | 14,97 m                   |
| Höhe (am Höhenruder)                        | 1,30 m                  | 1,30 m                            | 1,34 m                    |
| Flügelfläche                                | 10,36 m²                | 12,26 m²                          | 12,24 m²                  |
| Flügelstreckung                             | 16,3                    | 18,3                              | 18,35                     |
| Max. Flächenbelastung                       | 23,6 kg                 | 26,1 kg                           |                           |
| Gleitzahl                                   | ?                       | 39 bei 94 km/h                    | 40 bei 94 km/h            |
| Geringstes Sinken                           | ?                       | 0,59 m/s bei 84 km/h              | 0,59 m/s bei 84 km/h      |
| Leermasse                                   | ca. 137 kg              | ca. 220 kg                        | 215 kg                    |
| max. Startmasse                             | 245 kg                  | 322,5 kg                          | 322,5 kg                  |
| Höchstgeschwindigkeit in ruhiger Luft       | 225 km/h                | 220 km/h                          | 220 km/h                  |
| Höchstgeschwindigkeit in böiger Luft        | 140 km/h                | 144 km/h                          | 144 km/h                  |
| Höchstgeschwindigkeit (Motor ausgefahren)   | kein Motor              | ?                                 | 110 km/h                  |
| Höchstgeschwindigkeit im Windenstart        | nicht zugelassen        | ?                                 | 120 km/h                  |
| Höchstgeschwindigkeit im Flugzeugschlepp    | 140 km/h                | ?                                 | 131 km/h                  |
| Mindestgeschwindigkeit (Klappenstellung 0°) | 59,5                    | 61 km/h                           | 61 km/h                   |
| Lastvielfaches (bei VA)                     | 5,3/−2,6g               | 4/–2g                             | 5,3/−2,65g                |
| Klappenstellungen                           | +10°, +5°, 0°, −3°, −6° | +9°, +5°, 0°, −5°, −7°            | +10°, +5°, 0°, −5°, −7°   |
| Gesamtrettungssystem                        | –                       | JUNKERS Magnum 300 Speed Softpack | optional                  |
| Triebwerk                                   | –                       | Hirth F33BS                       | Hirth F33BS               |
| Tankinhalt                                  | –                       | 14 L                              | 20 L                      |
| Luftschraube                                | –                       | Junkers/NKS-flight 2-Blatt        | Pipistrel 2-Blatt         |
| beste Steigrate mit Motor                   | –                       | ?                                 | 3,3 m/s bei 85 km/h       |